# Vesuvio (Wein)
Mit dem Namen Vesuvio DOC können italienische Rot-, Rosé- und Weißweine sowie Schaumwein und Likörwein an den Hängen des Vesuvs in der Metropolitanstadt Neapel, Region Kampanien, hergestellt werden. Seit 1983 besitzen die Weine den Status einer „kontrollierten Herkunftsbezeichnung“ (Denominazione di origine controllata – DOC), die zuletzt am 7. März 2014 aktualisiert wurde. Außer mit der Bezeichnung „Vesuvio“ werden unter dieser Denomination auch Weine mit dem Namen Lacrima Christi DOC hergestellt – bisweilen auch „Lacryma Christi“ geschrieben.

## Anbau
Die zugelassene Zone für den Anbau und die Vinifikation umfasst die Gemeinden Boscotrecase, Trecase und San Sebastiano al Vesuvio, alle in der Metropolitanstadt Neapel.

## Erzeugung
Unter dieser Denomination können acht verschiedene Weintypen erzeugt:
- Vesuvio Bianco ebenso wie Lacrima Christi Bianco, Lacrima Christi Spumante und Lacrima Christi Liquoroso: müssen zu mindestens 35 % aus der Rebsorte Coda di Volpe (lokal auch „Caprettone“ oder „Crapettone“ genannt) und höchstens 45 % aus Verdeca bestehen. Höchstens 20 % Falanghina und Greco Bianco dürfen zugesetzt werden.
- Vesuvio Rosso, Vesuvio Rosato ebenso wie  Lacrima Christi Rosso und Lacrima Christi Rosato: müssen zu mindestens 50 % aus der Rebsorte Piedirosso (lokal auch „Palombina“ genannt) und höchstens 30 % aus Sciascinoso (lokal auch „Olivella“ genannt) bestehen. Höchstens 20 % Aglianico dürfen zugesetzt werden.

## Beschreibung
Laut der Denomination: (Auszug)

### Vesuvio bianco
- Farbe: leicht strohgelb
- Geruch: weinig, angenehm
- Geschmack: trocken, leicht säuerlich
- Alkoholgehalt: mindestens 11,0 Vol.-%
- Säuregehalt: mind. 4,5 g/l
- Trockenextrakt: mind. 15,0 g/l

### Vesuvio rosato
- Farbe: mehr oder weniger intensiv rosa
- Geruch: angenehm fruchtig
- Geschmack: trocken, harmonisch
- Alkoholgehalt: mindestens 10,5 Vol.-%
- Säuregehalt: mind. 5,0 g/l
- Trockenextrakt: mind. 18,0 g/l

### Vesuvio rosso
- Farbe: mehr oder weniger intensiv rubinrot
- Geruch: angenehm weinig
- Geschmack: trocken, harmonisch
- Alkoholgehalt: mindestens 10,5 Vol.-%
- Säuregehalt: mind. 5,0 g/l
- Trockenextrakt: mind. 18,0 g/l